# Élections européennes de 2024 en Espagne
Pour un article plus général, voir Élections européennes de 2024.
Les élections européennes de 2024 en Espagne (en espagnol : elecciones al Parlamento Europeo de 2024) se tiennent le 9 juin 2024, afin d'élire les 61 députés européens représentants l'Espagne durant la 10e législature du Parlement européen, pour un mandat de cinq ans.

## Mode de scrutin

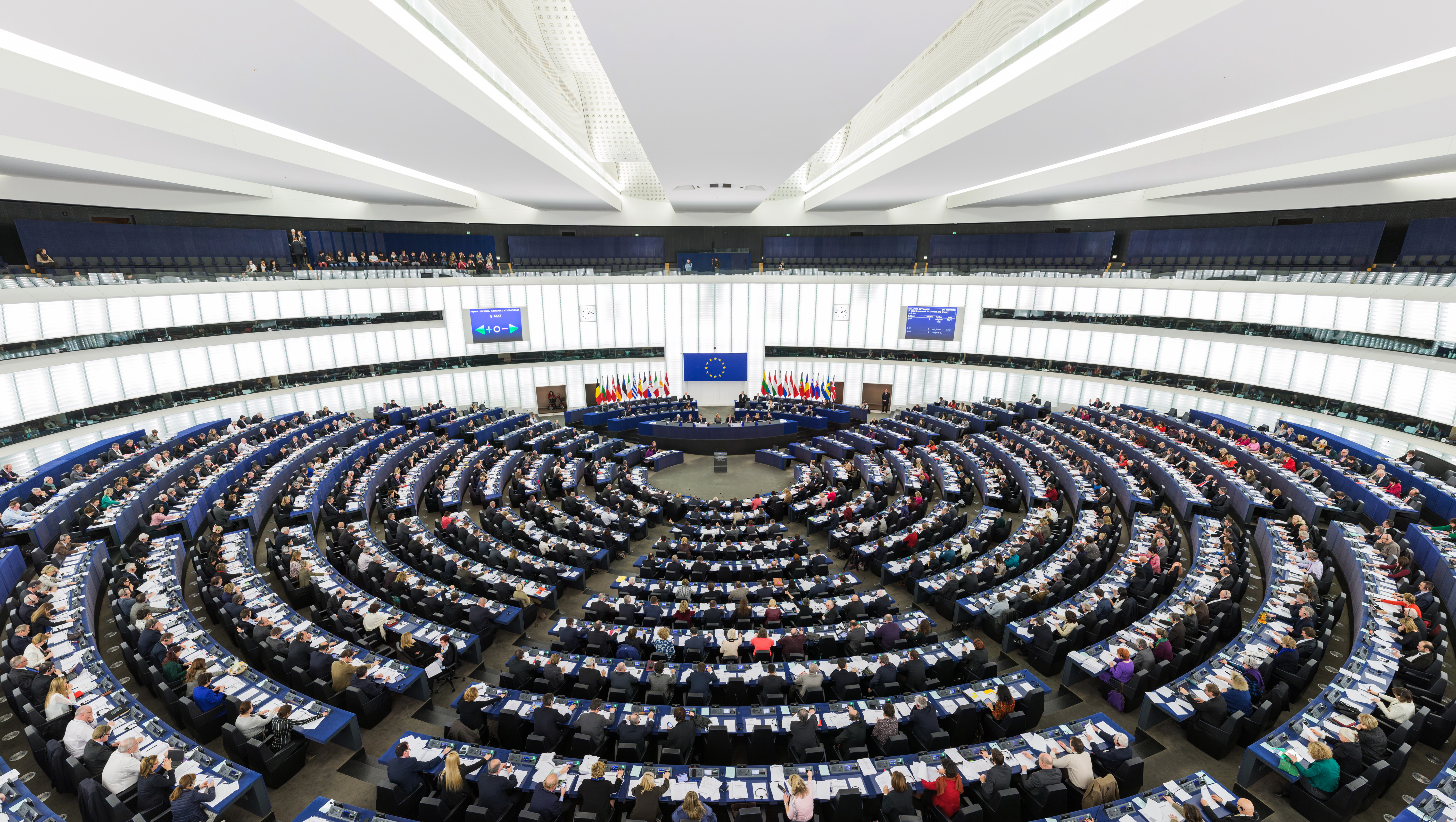
Hémicycle du Parlement européen.

Le Parlement européen (Parlamento europeo) est une assemblée parlementaire monocamérale constituée de 720 députés (diputados), dont 61 Espagnols, élus pour une législature de cinq ans au suffrage universel direct. En Espagne, ils sont élus selon les règles du scrutin proportionnel d'Hondt.

### Convocation du scrutin
Le Parlement européen est élu pour un mandat de cinq ans.
L'article 218 de la loi électorale espagnole (LOREG) du 19 juin 1985 précise que les élections sont convoquées conformément aux normes communautaires par décret du président du gouvernement pris après délibération en Conseil des ministres. Les délais légaux relatifs à la convocation des élections en Espagne ne s'appliquent pas à la convocation des élections européennes.

### Nombre de députés
Le Parlement européen adopte le 15 juin 2023 un rapport de recommandation à destination du Conseil européen concernant le nombre de députés lors du scrutin de 2024. Il propose notamment que l'Espagne gagne deux sièges supplémentaires et dispose désormais de 61 députés. Le Conseil suit l'avis des députés européens et propose effectivement que l'Espagne compte 61 sièges à partir de 2024, une proposition ratifiée par le Parlement le 13 septembre.
Pour la représentation espagnole, il s'agit de la deuxième augmentation de taille depuis les élections de 2019, puisqu'aux 54 députés élus à cette période s'étaient ajoutés cinq nouveaux parlementaires en raison du retrait du Royaume-Uni de l'Union européenne. L'Espagne dispose ainsi du quatrième contingent de députés européens après l'Allemagne, la France et l'Italie.

### Présentation des candidatures
Peuvent présenter des candidatures, : 
- les partis et fédérations de partis inscrits auprès des autorités ;
- les coalitions de partis et/ou fédérations inscrites auprès de la commission électorale au plus tard dix jours après la convocation du scrutin ;
- les groupes d'électeurs disposant des parrainages d'au moins 15 000 électeurs.

### Répartition des sièges
Les sièges à pourvoir sont répartis en suivant différentes étapes, sans seuil électoral défini : 
- les listes sont classées en une colonne par ordre décroissant du nombre de suffrages obtenus ;
- les suffrages de chaque liste sont divisés par 1, 2, 3... jusqu'au nombre de députés à élire afin de former un tableau ;
- les mandats sont attribués selon l'ordre décroissant des quotients ainsi obtenus[8].

## Campagne

### Listes et candidats
| Force politique | Force politique                                                             | Force politique                                                             | Force politique                             | Force politique | Force politique | Tête de liste       | Idéologie                                                                     | Résultats en 2019           |
| --------------- | --------------------------------------------------------------------------- | --------------------------------------------------------------------------- | ------------------------------------------- | --------------- | --------------- | ------------------- | ----------------------------------------------------------------------------- | --------------------------- |
|                 | Parti socialiste ouvrier espagnol (es) Partido Socialista Obrero Español    | Parti socialiste ouvrier espagnol (es) Partido Socialista Obrero Español    | PSOE                                        |                 | PSE             | Teresa Ribera       | Centre gauche Social-démocratie, progressisme                                 | 32,86 % des voix 21 députés |
|                 | Parti des socialistes de Catalogne                                          |                                                                             |                                             |                 | PSE             | Teresa Ribera       | Centre gauche Social-démocratie, progressisme                                 | 32,86 % des voix 21 députés |
|                 | Parti populaire (es) Partido Popular                                        | Parti populaire (es) Partido Popular                                        | PP                                          |                 | PPE             | Dolors Montserrat   | Centre droit à droite Libéral-conservatisme, démocratie chrétienne            | 20,15 % des voix 13 députés |
|                 | Ciudadanos Citoyens                                                         | Ciudadanos Citoyens                                                         | Cs                                          |                 | ALDE            | Jordi Cañas         | Centre droit à droite Libéral-conservatisme, réformisme, anti-nationalisme    | 12,18 % des voix 8 députés  |
|                 | Podemos Nous pouvons                                                        | Podemos Nous pouvons                                                        | Podemos Nous pouvons                        |                 |                 | Irene Montero       | Gauche à extrême gauche Socialisme démocratique, républicanisme, féminisme    | En coalition 3 députés      |
|                 | Sumar Rassembler                                                            | Sumar Rassembler                                                            | SMR                                         |                 |                 | Estrella Galán      | Gauche Progressisme, politique écologique, féminisme                          | En coalition 3 députés      |
|                 | Sumar                                                                       |                                                                             |                                             |                 |                 | Estrella Galán      | Gauche Progressisme, politique écologique, féminisme                          | En coalition 3 députés      |
|                 | Izquierda Unida                                                             | Izquierda Unida                                                             |                                             | PGE             |                 | Estrella Galán      | Gauche Progressisme, politique écologique, féminisme                          | En coalition 3 députés      |
|                 | Verdes Equo                                                                 | Verdes Equo                                                                 |                                             | PVE             |                 | Estrella Galán      | Gauche Progressisme, politique écologique, féminisme                          | En coalition 3 députés      |
|                 | Más Madrid                                                                  |                                                                             |                                             |                 |                 | Estrella Galán      | Gauche Progressisme, politique écologique, féminisme                          | En coalition 3 députés      |
|                 | Catalogne en commun                                                         | Catalogne en commun                                                         |                                             | PVE             |                 | Estrella Galán      | Gauche Progressisme, politique écologique, féminisme                          | En coalition 3 députés      |
|                 | Coalition Compromís                                                         |                                                                             |                                             |                 |                 | Estrella Galán      | Gauche Progressisme, politique écologique, féminisme                          | En coalition 3 députés      |
|                 | Més-Compromís                                                               | Més-Compromís                                                               |                                             | ALE             |                 | Estrella Galán      | Gauche Progressisme, politique écologique, féminisme                          | En coalition 3 députés      |
|                 | Initiative du peuple valencien                                              |                                                                             |                                             |                 |                 | Estrella Galán      | Gauche Progressisme, politique écologique, féminisme                          | En coalition 3 députés      |
|                 | VerdsEquo du Pays valencien                                                 | VerdsEquo du Pays valencien                                                 |                                             | PVE             |                 | Estrella Galán      | Gauche Progressisme, politique écologique, féminisme                          | En coalition 3 députés      |
|                 | Chunta Aragonesista                                                         |                                                                             |                                             |                 |                 | Estrella Galán      | Gauche Progressisme, politique écologique, féminisme                          | En coalition 3 députés      |
|                 | Initiative du peuple andalou (es)                                           |                                                                             |                                             |                 |                 | Estrella Galán      | Gauche Progressisme, politique écologique, féminisme                          | En coalition 3 députés      |
|                 | Nouvelles Canaries-Bloc canariste                                           | Nouvelles Canaries-Bloc canariste                                           |                                             | ALE             |                 | Estrella Galán      | Gauche Progressisme, politique écologique, féminisme                          | En coalition 3 députés      |
|                 | Vox                                                                         | Vox                                                                         | Vox                                         |                 | ECR             | Jorge Buxadé        | Extrême droite Néo-franquisme, centralisme, ultranationalisme                 | 6,21 % des voix 4 députés   |
|                 | Ahora Repúblicas Des Républiques maintenant                                 | Ahora Repúblicas Des Républiques maintenant                                 | Ahora Repúblicas Des Républiques maintenant |                 |                 | Diana Riba          | Centre gauche à gauche Socialisme démocratique, souverainisme, républicanisme | 5,58 % des voix 3 députés   |
|                 | Gauche républicaine de Catalogne                                            | Gauche républicaine de Catalogne                                            |                                             | ALE             |                 | Diana Riba          | Centre gauche à gauche Socialisme démocratique, souverainisme, républicanisme | 5,58 % des voix 3 députés   |
|                 | Euskal Herria Bildu                                                         |                                                                             |                                             |                 |                 | Diana Riba          | Centre gauche à gauche Socialisme démocratique, souverainisme, républicanisme | 5,58 % des voix 3 députés   |
|                 | Bloc nationaliste galicien                                                  | Bloc nationaliste galicien                                                  |                                             | ALE             |                 | Diana Riba          | Centre gauche à gauche Socialisme démocratique, souverainisme, républicanisme | 5,58 % des voix 3 députés   |
|                 | Ara Més (es)                                                                |                                                                             |                                             |                 |                 | Diana Riba          | Centre gauche à gauche Socialisme démocratique, souverainisme, républicanisme | 5,58 % des voix 3 députés   |
|                 | Ensemble et libres pour l'Europe (ca) Junts i Lliures per Europa            | Ensemble et libres pour l'Europe (ca) Junts i Lliures per Europa            | Junts UE                                    |                 |                 | Toni Comín          | Centre gauche à droite Indépendantisme catalan, républicanisme, libéralisme   | 4,54 % des voix 3 députés   |
|                 | Ensemble pour la Catalogne                                                  |                                                                             |                                             |                 |                 | Toni Comín          | Centre gauche à droite Indépendantisme catalan, républicanisme, libéralisme   | 4,54 % des voix 3 députés   |
|                 | Démocrates de Catalogne                                                     |                                                                             |                                             |                 |                 | Toni Comín          | Centre gauche à droite Indépendantisme catalan, républicanisme, libéralisme   | 4,54 % des voix 3 députés   |
|                 | Mouvement des gauches de Catalogne                                          |                                                                             |                                             |                 |                 | Toni Comín          | Centre gauche à droite Indépendantisme catalan, républicanisme, libéralisme   | 4,54 % des voix 3 députés   |
|                 | Coalition pour une Europe solidaire (es) Coalición por una Europa Solidaria | Coalition pour une Europe solidaire (es) Coalición por una Europa Solidaria | CEUS                                        |                 |                 | Oihane Agirregoitia | Centre à centre droit Nationalisme, libéralisme                               | 2,82 % des voix 1 député    |
|                 | Parti nationaliste basque                                                   | Parti nationaliste basque                                                   |                                             | PDE             |                 | Oihane Agirregoitia | Centre à centre droit Nationalisme, libéralisme                               | 2,82 % des voix 1 député    |
|                 | Coalition canarienne                                                        | Coalition canarienne                                                        |                                             | PDE             |                 | Oihane Agirregoitia | Centre à centre droit Nationalisme, libéralisme                               | 2,82 % des voix 1 député    |
|                 | Atarrabia Taldea (es)                                                       |                                                                             |                                             |                 |                 | Oihane Agirregoitia | Centre à centre droit Nationalisme, libéralisme                               | 2,82 % des voix 1 député    |
|                 | Geroa Socialverdes (es)                                                     |                                                                             |                                             |                 |                 | Oihane Agirregoitia | Centre à centre droit Nationalisme, libéralisme                               | 2,82 % des voix 1 député    |
|                 | El Pi – Proposta per les Illes                                              |                                                                             |                                             |                 |                 | Oihane Agirregoitia | Centre à centre droit Nationalisme, libéralisme                               | 2,82 % des voix 1 député    |

## Résultats

### Participation
| Heure | En 2019 | En 2024 | Différence |
| ----- | ------- | ------- | ---------- |
| 13 h  | 34,73 % | 27,99 % | 6,74       |
| 18 h  | 49,43 % | 38,35 % | 11,08      |
| 20 h  | 60,73 % | 46,39 % | 14,34      |

### Voix et sièges
| Liste                    | Liste                                         | Voix       | %     | +/-   | Sièges | +/-           | Groupe            |
| ------------------------ | --------------------------------------------- | ---------- | ----- | ----- | ------ | ------------- | ----------------- |
|                          | Parti populaire (PP)                          | 5 996 627  | 34,21 | 14,06 | 22     | 9             | PPE               |
|                          | Parti socialiste ouvrier espagnol (PSOE)      | 5 290 945  | 30,19 | 2,67  | 20     | 1             | S&D               |
|                          | Vox                                           | 1 688 255  | 9,63  | 3,42  | 6      | 2             | Patriotes         |
|                          | Ahora Repúblicas                              | 860 660    | 4,91  | 0,67  | 3      | en stagnation | Verts/ALE GUE/NGL |
|                          | Sumar (SMR)                                   | 818 015    | 4,67  | N/a   | 3      | en stagnation | Verts/ALE GUE/NGL |
|                          | Se Acabó La Fiesta (SALF)                     | 803 545    | 4,58  | Nv    | 3      | 3             | NI                |
|                          | Podemos                                       | 578 007    | 3,30  | N/a   | 2      | 1             | GUE/NGL           |
|                          | Ensemble et libres pour l'Europe (Junts UE)   | 442 297    | 2,52  | 2,02  | 1      | 2             | NI                |
|                          | Coalition pour une Europe solidaire (CEUS)    | 284 888    | 1,63  | 1,19  | 1      | en stagnation | RE                |
|                          | Parti animaliste avec l'environnement (PACMA) | 135 691    | 0,77  | 0,55  | 0      | en stagnation |                   |
|                          | Ciudadanos (Cs)                               | 122 292    | 0,70  | 11,48 | 0      | 8             |                   |
|                          | Autres partis                                 | 381 561    | 2,18  | -     | 0      | -             |                   |
|                          | Blanc                                         | 124 655    | 0,71  |       |        |               |                   |
|                          |                                               |            |       |       |        |               |                   |
| Suffrages exprimés       | Suffrages exprimés                            | 17 527 438 | 99,29 |       |        |               |                   |
| Votes nuls               | Votes nuls                                    | 124 569    | 0,71  |       |        |               |                   |
| Total                    | Total                                         | 17 652 007 | 100   | –     | 61     | 2             | –                 |
| Abstention               | Abstention                                    | 20 398 279 | 53,61 |       |        |               |                   |
| Inscrits / participation | Inscrits / participation                      | 38 050 286 | 46,39 |       |        |               |                   |